# Боровно (озеро, Невельский район)
Боровно — озеро в Плисской волости (на границе с Усть-Долысской волостью) Невельского района Псковской области, к северо-западу от города Невель.
Площадь — 1,8 км² (184,2 га, с островами — 185,0 га). Максимальная глубина — 10,7 м, средняя глубина — 4,3 м.
На берегу озера расположены деревни: Смольники (Плисской волости), Боярское (Усть-Долысской волости).
(Проточное. Относится к бассейну реки Уща, притока Дриссы, которая впадает в реку Западная Двина.
Тип озера лещово-уклейное. Массовые виды рыб: щука, окунь, плотва, лещ, красноперка, язь, густера, щиповка, уклея, линь, налим, вьюн, карась; широкопалый рак.
Для озера характерны песчано-илистое, камни, галька.